# Toma de Talca (1859)
La Toma de Talca fue un episodio bélico de la Revolución de 1859 donde un grupo de rebeldes liberales radicales, opositores al gobierno conservador de Manuel Montt y liderados por el aristócrata Ramón Antonio Vallejos, se tomaron a la fuerza la ciudad de Talca por un periodo de 34 días.

## Antecedentes
La revolución de 1859 fue un alzamiento armado realizado por distintos grupos de liberales, quienes se identificaban como contrarios al gobierno de Manuel Montt y los otros gobiernos que compusieron a la renombrada República Conservadora.
En el caso particular de Talca, los aires revolucionarios en la comuna ya venían mostrándose desde la revolución de 1851, cuando las tropas rebeldes, lideradas por el exministro de guerra José María de la Cruz, se enfrentaron a las tropas del gobierno en la batalla de Loncomilla, con la intención directa de tomarse la ciudad de Talca y convertirla en un bastión para la revolución, pues una parte importante de la población de ese entonces apoyaba a los rebeldes.
Luego de este episodio, los ánimos talquinos se encontraban inquietos, pues no había una gran conformidad con las acciones de la República Conservadora, por lo que algunos talquinos se encontraban expectantes frente a otro acontecimiento de esta índole.
Esta inquietud comenzó a ponerse en manifiesto a inicios de 1859, cuando un grupo de rebeldes liberales nuevamente comenzó a conspirar en contra del gobierno, con la intención de organizarse y seguir los pasos de los alzamientos que estaban ocurriendo en diversas comunas del país, como Copiapó y Concepción.

## La toma de la ciudad
De esta manera, aproximadamente al mediodía del 19 de enero de 1859, el grupo rebelde, liderado por Ramón Antonio Vallejos, y que entre sus filas tenía al antiguo caudillo patriota Matías de Silva y Leal y al exdiputado Juan de la Cruz Donoso, decidió reunirse en el café de Santo Domingo, frente a la plaza de Santo Domingo, a su vez que dos miembros sometían al guardia del batallón cívico, tomándose el cuartel del batallón que se encontraba en la misma plaza, apoderándose así de su guarnición. 
Luego de esto se dirigirían al cuartel de policía, emitiendo ruido y perpetrando tiros al aire para amedrentar a los miembros de seguridad y a la población en general. 
Viendo la inquietud de la población, el intendente de Talca Adriano Borgoño se presentó al grupo rebelde con tal de apaciguar los ánimos. Sin embargo estos solo le advirtieron que se fuera de la ciudad para evitar mayores problemas, algo que Borgoño hizo rápidamente. 
En los siguientes días Vallejos se autoproclamaría intendente de Talca, y dirigiría las distintas actividades del grupo liberal para mantener la toma. El 21 de enero, los liberales reunirían a los vecinos para organizar un gobierno provisional. Según algunos registros de la época, la situación de la comuna pasaría por una suerte de anarquía, puesto que Vallejos y los rebeldes se preocuparían mayoritariamente de gastar todas las arcas del municipio en su beneficio, a su vez que asaltaban las casas de los más acaudalados y liberaban a los presos de la cárcel de Talca para unirse a su causa, provocando que muchas personas que en un principio los apoyaban, pasaran a mirarlos con ojos críticos.

## La resistencia
El mismo día que ocurrió la toma de la ciudad, rápidamente las noticias llegaron a la capital. Desde allí, el ministro del interior del gobierno de Montt, Manuel Urnemeta, se encargaría de enviar las fuerzas necesarias para acabar con la revuelta.
El gobierno enviaría a cargo al teniente coronel Vicente Villalón con un batallón de línea, dos escuadrones de caballería y un par de piezas artillería, a los que se les sumarían posteriormente cuatro compañías enviadas de Santiago y Chillán que arribaron por el puerto de Constitución, entre ellos se encontraban miembros de la compañía de Cornelio Saavedra y milicias reunidas por el intendente Borgoño. Las tropas se reunieron cerca del Monte Baeza, en la casona de Juan Francisco Vargas.
Mientras esto ocurría, los sitiados coordinaron la construcción de trincheras en puntos estratégicos de la comuna, con la intención de resguardar la Plaza de Armas, considerado en gran medida como el punto neurálgico de la revuelta. A su vez que armaron las torres de las iglesias con tropas para resistir al ataque de los soldados del gobierno.
El día 7 de febrero, se ordenaría el ingreso de las tropas hacia Talca. Las tropas hicieron ingreso por la alameda, siendo atacados por los sitiados, quienes retrocedieron rápidamente y se ubicaron en la Plaza de armas. Al atardecer, las tropas del gobierno ya habían controlado gran parte de la ciudad, y comenzaron a instalar más trincheras y las piezas de artillería, ordenando atacar las torres de las iglesias de Santo Domingo y San Francisco, las  cuales contaban con revolucionados armados en su interior.
Con la intención de no destruir en gran medida la ciudad, Villalón optó por sitiar la plaza, esperando que las tropas de los sitiados se rindieran debido al cansancio y la falta de víveres. Sin embargo, los sitiados no tenían intenciones de rendirse tan fácilmente, y recurrieron a los elementos para defenderse de una forma artesanal, utilizando artículos cotidianos como las veredas, carretas y las rejas de las casas y plazas con tal de defenderse.
El ejército gubernamental comenzó a impacientarse, amenazando con quemar la ciudad, a lo que Vallejos lo desafiaba, amenazando a su vez con matar a los presos políticos que había capturado durante la rebelión. Ambas solo quedarían en amenazas.
La lucha se mantendría así por varios días. El día 18 de febrero, y pese a que había trascendido que habría estado desde un principio, el ministro de guerra, General Manuel García, llegaría a Talca para él mismo hacerse cargo de las tropas del gobierno. Por otra parte, en medio de la acción una bala presuntamente disparada accidentalmente entre las tropas rebeldes hirió a Vallejos. Vallejos manifestaría su inquietud por la herida en una carta enviada a Juan Antonio Pando, uno de los liberales más importantes del sur, señalando que sentía que la herida era mortal. La herida terminó por infectarse, inhabilitándolo para proseguir con su liderazgo durante el sitio.
Sería Manuel Vargas quien lo reemplazaría en sus labores en combate. Sin embargo, Vargas no tenía la personalidad necesaria, lo que comenzó a generar inquietud e indignación entre las tropas. De esta forma, sin dinero para las tropas, víveres, ni estrategias para resistir las arremetidas de las tropas de García, Vargas decidió organizar un armisticio el 18 de febrero. Finalmente, el día 22 del mismo mes los cabecillas del sitio, entre ellos Manuel Vargas, deciden abandonar la Plaza de armas, dejando a las tropas a la deriva y facilitando el ingreso de las tropas del general García. Terminando así con la toma de Talca.

## Consecuencias
- El fin de la toma de Talca significó el término casi total de la revolución de 1859 en el sur del país. Hasta ese momento, Talca había sido el bastión más relevante de los rebeldes liberales en el sur de Santiago, luego de que los intentos de toma de Parral, Chillán y Concepción resultaran en fracasos o fueran hechos más bien efímeros.
- Los recuerdos de la toma de Talca quedaron fuertemente arraigados entre los ciudadanos talquinos, especialmente en el ámbito de los ideales. En 1862, cuatro jóvenes inspirados por los pensamientos liberales reunieron un total de 108 firmas con la intención de cambiar al intendente Juan Rodríguez, y otra serie de medidas propuestas. Situación que generó molestia entre los medios periodísticos de la época.[7]
- Talca debió vivir un importante proceso de reconstrucción, especialmente en la zona céntrica más cercana a la Plaza de Armas, la cual sufrió innumerables daños consecuencia de los desmanes provocados por los revolucionarios y el sitio.
- Finalmente, los postulados de la revolución se manifestaron en la creación del Partido Radical de Chile.